# Hans Olsson Brookes
Hans Olsson, född 1981, är en svensk musiker och producent från Göteborg. Han spelar keyboard i bandet Universal Poplab och producerar musik i Svenska Grammofonstudion. Brookes har producerat musik för bland andra Timo Räisänen, Me And My Army, Alice b och Snook.

## Diskografi
Produktion
- Agent Kooper - Head + Heart (2009)
- Lasse Lindh - Jag Ska Slåss I Dina Kvarter (2009)
- Timo Räisänen - The Anatomy of Timo Räisänen (2010)
- Alice b - Akta Lekande Barn EP (2011)
- Division Of Laura Lee - Tree (2013)
- Silent Wave - Dream On Dream On (2014)
- Silent Wave - Dancing Away From You / War (2015)
- The Sun Days - Album (2015)

Instrument / Sång
- I'm On TV - Plastic Paradise (2010)
- Timo Räisänen - Endeavor (2012)
- Division Of Laura Lee - Tree (2013)